# Francisco Díaz Covarrubias
Francisco Díaz Covarrubias (Xalapa, Veracruz, México, 23 de enero de 1833 - París, Francia, 19 de mayo de 1889) fue un ingeniero, geógrafo, científico y diplomático mexicano. Destacó por sus actividades para el estudio geográfico del territorio mexicano y por contribuir a la renovación de la educación pública. En 1874 formó parte de la Comisión Astronómica Mexicana que viajó a Japón para fotografiar el paso de Venus frente al Sol.

## Infancia y juventud
Francisco Díaz Covarrubias nació el 23 de enero de 1833 en  Xalapa, Veracruz. Hijo del poeta y periodista José de Jesús Díaz, y Guadalupe Covarrubias. Fue el primero de seis hijos, tres varones y tres mujeres, entre ellos Juan Díaz Covarrubias, quien sería un poeta y escritor de ideología liberal y uno de los Mártires de Tacubaya. A temprana edad quedaron huérfanos de padre, y junto con su madre se trasladaron a la Ciudad de México.

## Ingeniero y geógrafo
Ingresó al Colegio de Minería de la Ciudad de México, en donde estudió topografía, geodesia y astronomía. En 1853 obtuvo su título como ingeniero geógrafo, y al año siguiente pasó a fungir como profesor interino en las clases de topografía, geodesia y cosmografía. En 1856, se le asignó realizar el levantamiento de la carta geográfica y topográfica del Valle de México, la cual se publicaría en 1864. Sus estudios se homologaron y fueron referidos al meridiano de Greenwich.
En 1862 fue designado al cargo de Director del Observatorio Astronómico Nacional en Chapultepec que era propiedad del gobierno federal. Y en 1863 instalaron el recinto de observación con los instrumentos más modernos en su momento.
Debido a que Díaz Covarrubias era de ideología liberal, durante la Segunda Intervención Francesa en México viajó a los estados de San Luis Potosí y Tamaulipas. Realizó el reconocimiento geográfico entre ambas entidades.

## Político y diplomático
Una vez que se restauró la República, se integró al equipo de trabajo del gabinete presidencial de Benito Juárez. Fue nombrado oficial mayor del Ministerio de Fomento el 23 de julio de 1867, también fue director general de Caminos. Entre sus actividades, participó en la reforma al sistema de educación pública y fue uno de los fundadores de la Escuela Nacional Preparatoria. A partir de 1869 fue subdirector, y en 1871 fue nombrado director de la Academia Superior de Matemáticas de la misma escuela.
Fue designado organizador de la comisión mexicana para realizar la observación del paso de Venus por el disco solar, y por tal motivo viajó a Japón en diciembre de 1874, en compañía de Manuel Fernández Leal y de Francisco Bulnes. Tras el éxito en las observaciones efectuadas en Japón, Díaz Covarrubias fue invitado por astrónomos franceses a visitar el Observatorio de París. En su estancia en París publicó los resultados de las observaciones de Venus que realizó la comisión científica mexicana en Japón. Entre el 1° y 11 de agosto de 1875, Díaz Covarrubias encabezó junto con Manuel Fernández e Yves Limantour, la participación en el II Congreso Internacional de Ciencias Geográficas celebrado en la ciudad de París. El éxito de la expedición a Japón permitió impulsar la reinstalación del observatorio astronómico en Chapultepec.
De 1877 a 1880 fue ministro de México ante las Repúblicas de Centro América, con sede en Guatemala. Después fue cónsul general de México en París, ciudad en la que murió el 19 de mayo de 1889. Sus restos mortales se trasladaron el 29 de octubre de 1921 a la Rotonda de las Personas Ilustres de la Ciudad de México.

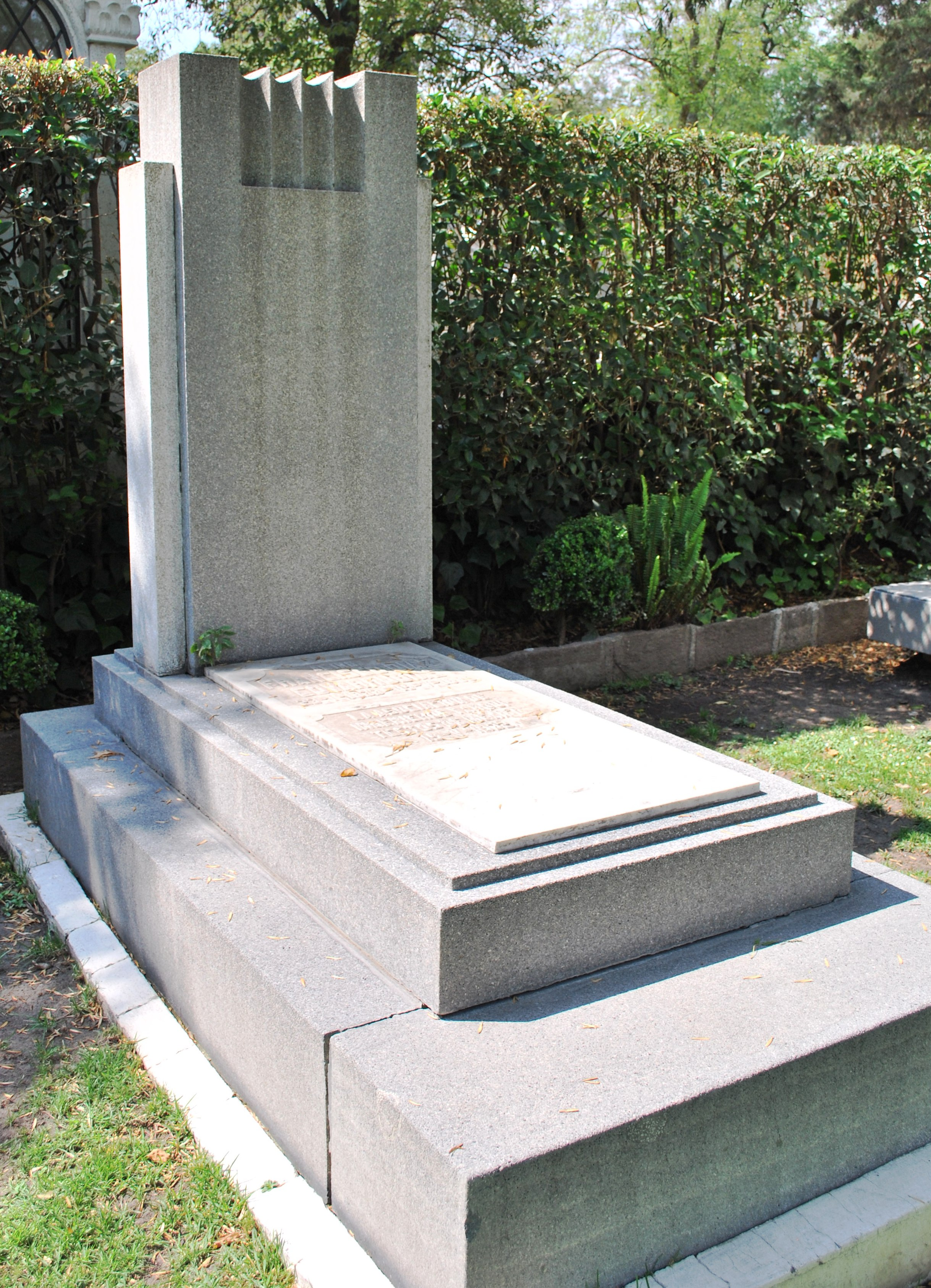
Sepulcro de Francisco Díaz Covarrubias, en la Rotonda de las Personas Ilustres, en la Ciudad de México.

## Publicaciones
- Nuevos métodos astronómicos para determinar la hora, el azimut, la latitud y la longitud geográficas (1867)
- Sistema métrico decimal (1870)
- Tratado de topografía, geodesia y astronomía (1870)
- Elementos de análisis trascendente o cálculo infinitesimal (1873)
- Viaje de la Comisión Astronómica Mexicana al Japón: para observar el tránsito del planeta Venus por el disco del sol el 8 de diciembre de 1874